# Hamois
Hamois là một đô thị tọa lạc ở tỉnh Namur.
Tại thời điểm ngày 1 tháng 1 năm 2006, đô thị này có dân số 6.640 người. Tổng diện tích là 76,42 km², với mật độ dân số 87 người trên mỗi km².
Ngoài trung tâm Hamois, đô thị này gồm có các làng:
- Achet
- Emptinne
- Mohiville
- Natoye
- Schaltin
- Scy

## Liên kết ngoài

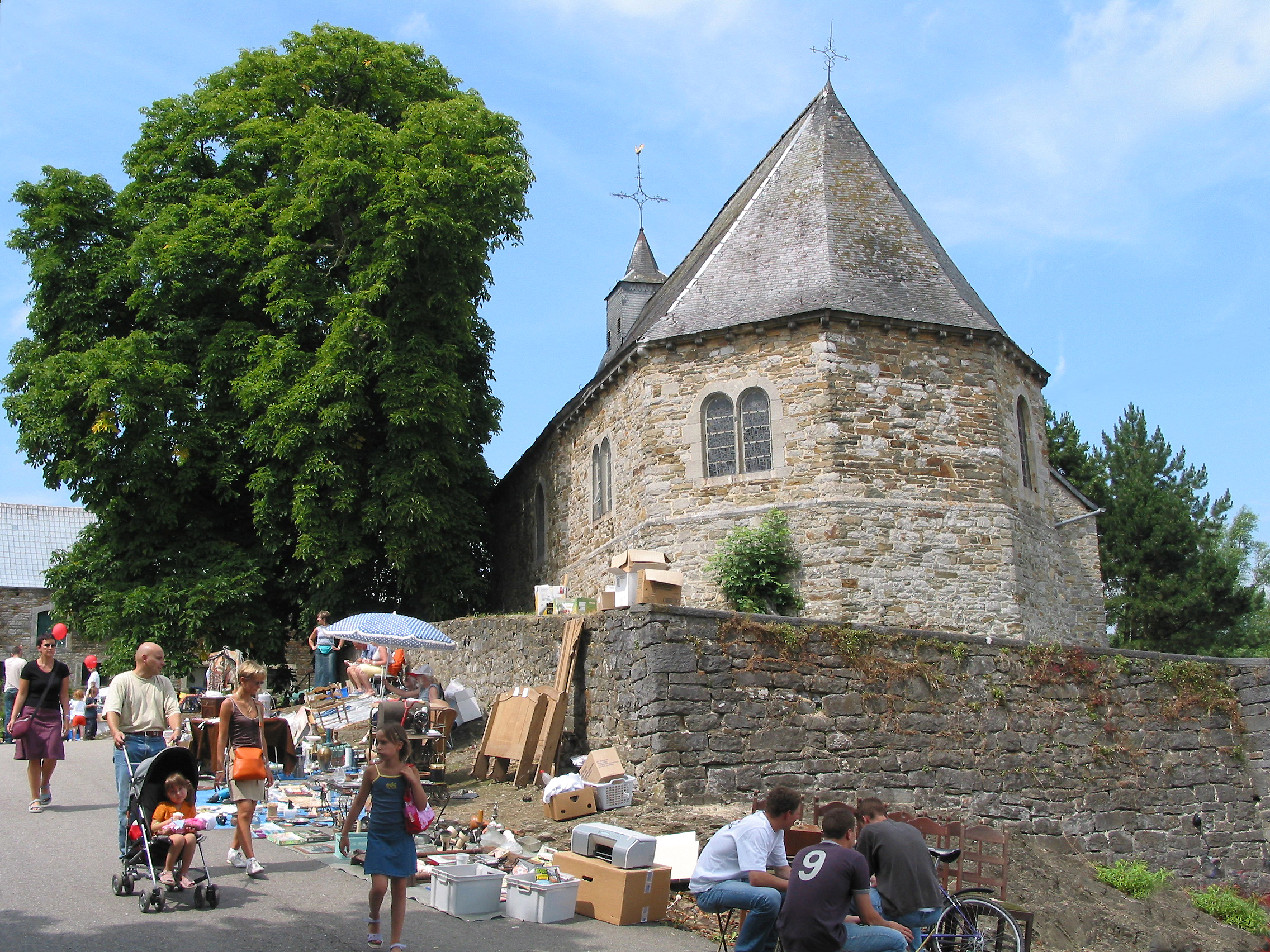
Hamois, nhà thờ St. Agathe d'Hubinne (thế kỷ 18-17).
.